# Andreas Räß
Andreas Räß (Sigolsheim, 6 aprile 1794 – Strasburgo, 17 novembre 1887) è stato un vescovo cattolico tedesco.

## Biografia
Dopo aver ricevuto un'educazione classica a Sélestat ed a Nancy, Räß studiò filosofia e teologia al seminario di Magonza avendo per professore Bruno Franz Leopold Liebermann e nel 1816 venne ordinato sacerdote. Dapprima fu insegnante nel seminario maschile di Magonza e dal 1822 ricevette anche la laurea in teologia dall'Università di Würzburg.
Quando Liebermann lasciò Magonza per Strasburgo, Räß venne nominato nel 1825 alla carica di direttore del seminario di Magonza e divenne professore di dogmatica. Dopo aver fallito nell'elezione a vescovo di Magonza nel 1828 per opposizione del governo del Granducato d'Assia, fu per breve tempo direttore del seminario teologico di Molsheim. Nel 1829 divenne superiore nel seminario per sacerdoti di Strasburgo e nella stessa struttura fu professore di dogmatica, teologia e omiletica. Il 5 agosto 1840 divenne vescovo coadiutore di Strasburgo con diritto di successione a quella cattedra e venne consacrato vescovo il 14 febbraio 1841.
Nel 1842 divenne vescovo di Strasburgo, occupandosi in particolar modo del clero diocesano e dell'estensione delle società religiose. Nel 1843 adottò in diocesi il rito romano. Egli fu uno dei più determinati difensori dell'infallibilità papale durante il Concilio Vaticano I. La sua dichiarazione nel 1874 al Reichstag tedesco che il trattato di Francoforte venisse riconosciuto dai cattolici dell'Alsazia e della Lorena contribuì a farlo conoscere anche nel mondo della politica.

## Opere

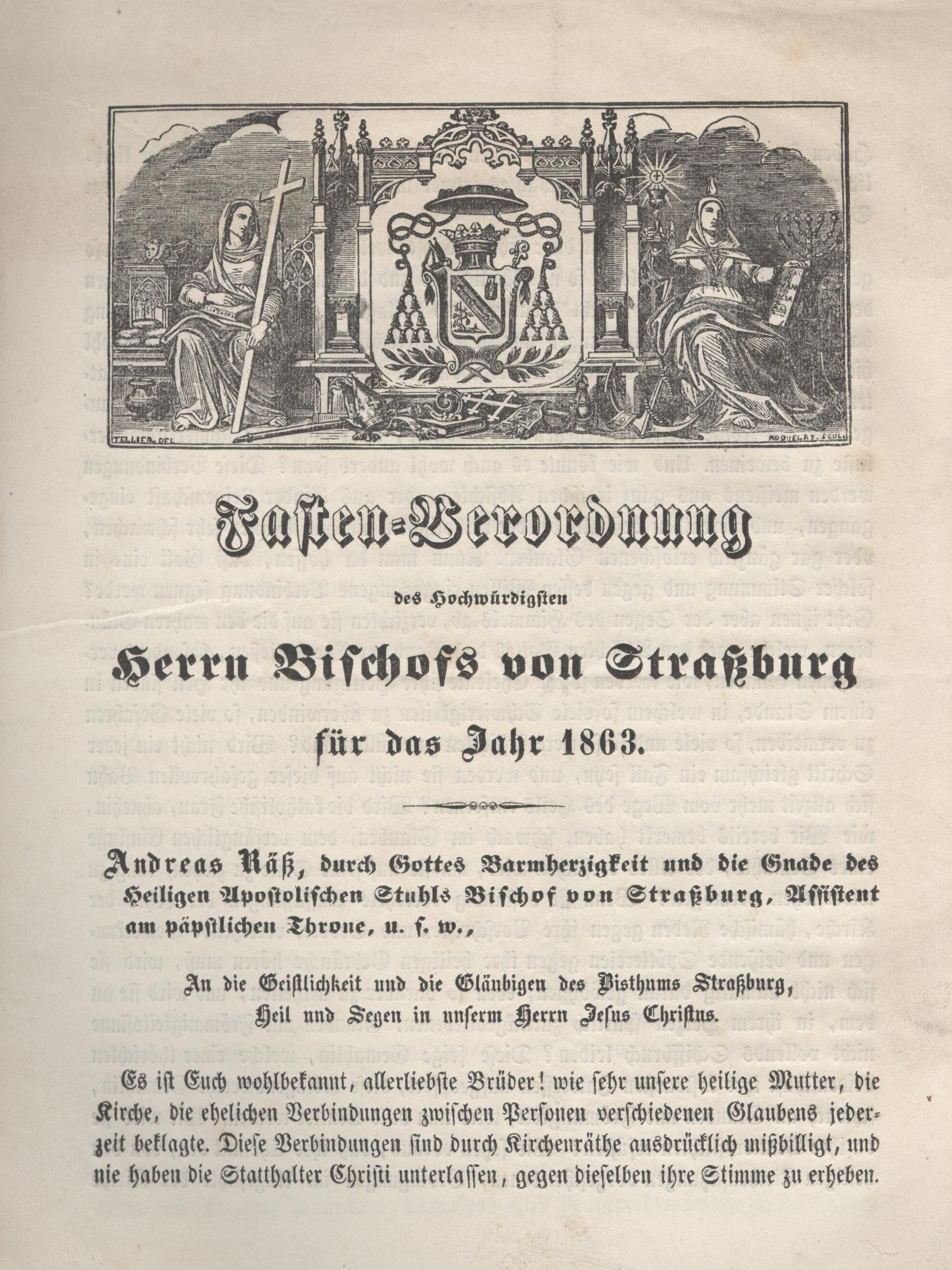
Lettera pastorale stampata del vescovo Andreas Räß del 1863

Nei primi anni della sua carriera ecclesiastica, prima di essere elevato all'episcopato, Räss si dimostrò un autore prolifico. Tra le altre cose egli fu fondatore nel 1821 a Magonza del giornale Der Katholik con Nicolaus von Weis.
Negli anni 1819-39, sempre con l'aiuto di Weis, pubblicò un gran numero di opere, principalmente traduzioni e revisioni di originali francesi ed inglesi. Tra le sue opere più importanti citiamo Leben der Väter und Märtyrer (20 voll., Magonza, 1823–26; 2ª ed., 23 voll., 1838–40) di Alban Butler; Leben der Heiligen Gottes (4 voll., Magonza, 1826—); Bibliothek der katholischen Kanzelberedsamkeit (18 voll., Francoforte, 1829–36).
Räss fu anche un traduttore di opere in lingua tedesca come gli Annalen der Verbreitung des Glaubens che egli editò per promuovere l'interesse verso le missioni. Durante il suo episcopato, Räss pubblicò la sua opera di maggior rilievo: Die Convertiten seit der Reformation nach ihrem Leben und aus ihren Schriften dargestellt (13 voll. e indice, Friburgo, 1866–80).

## Genealogia episcopale e successione apostolica
La genealogia episcopale è:
- Cardinale Guillaume d'Estouteville, O.S.B.Clun.
- Papa Sisto IV
- Papa Giulio II
- Cardinale Raffaele Sansone Riario
- Papa Leone X
- Papa Paolo III
- Cardinale Francesco Pisani
- Cardinale Alfonso Gesualdo di Conza
- Papa Clemente VIII
- Cardinale Pietro Aldobrandini
- Cardinale Laudivio Zacchia
- Cardinale Antonio Barberini, O.F.M.Cap.
- Cardinale Nicolò Guidi di Bagno
- Arcivescovo François de Harlay de Champvallon
- Cardinale Louis-Antoine de Noailles
- Vescovo Jean-François Salgues de Valderies de Lescure
- Arcivescovo Louis-Jacques Chapt de Rastignac
- Arcivescovo Christophe de Beaumont du Repaire
- Cardinale César-Guillaume de la Luzerne
- Arcivescovo Gabriel Cortois de Pressigny
- Arcivescovo Hyacinthe-Louis de Quélen
- Cardinale Jacques-Marie-Adrien-Césaire Mathieu
- Vescovo Andreas Räß

La successione apostolica è:
- Vescovo Aloyse Kobès, C.S.Sp. (1848)
- Arcivescovo Eugène Amable Jean Claude Lachat, C.PP.S. (1863)